# Central Nuclear Shearon Harris

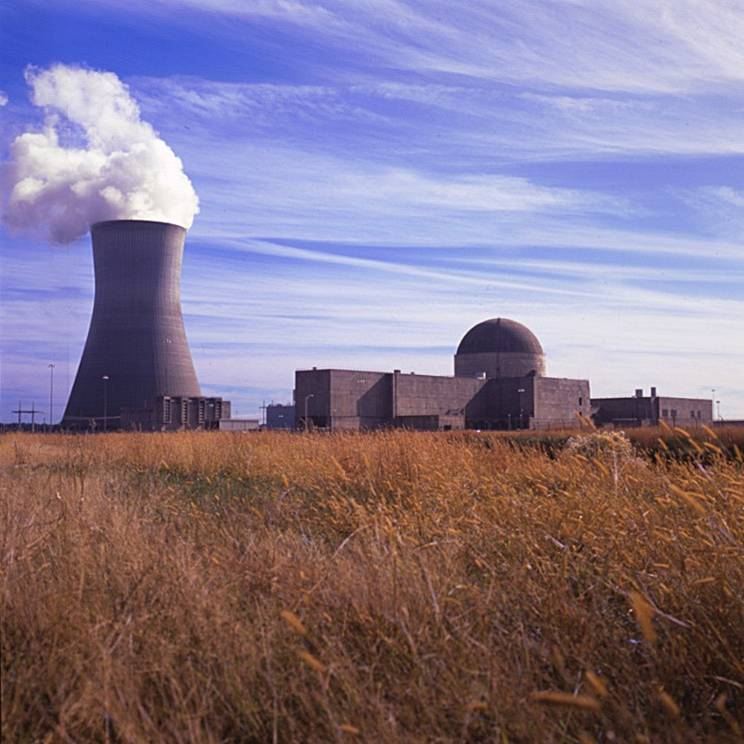
Central Nuclear Shearon Harris

La Central Nuclear Shearon Harris consta de un solo reactor de agua a presión de Westinghouse cuyo funcionamiento corre a cargo de Progress Energy. Situada en New Hill, Carolina del Norte alrededor de 30 km al sudoeste de Raleigh, Carolina del Norte, genera 860 MWe, dispone de una torre de enfriamiento de tiro natural de 160 m, y utiliza las aguas del lago Harris para su refrigeración. El reactor alcanzó su punto crítico en enero de 1987 y empezó a suministrar energía comercialmente en mayo de ese año.
El emplazamiento Shearon Harris, inicialmente diseñado para cuatro reactores ha sido seleccionado por Progress Energy para añadirle otro reactor.